# Emmaboda község
Emmaboda község (svédül: Emmaboda kommun) Svédország 290 községének egyike. 
A mai község 1971-ben jött létre.

## Települései
A községben 6 település található:
| Település      | Népesség | Megjegyzés         |
| -------------- | -------- | ------------------ |
| Emmaboda       |          | a község székhelye |
| Vissefjärda    |          |                    |
| Johansfors     |          |                    |
| Langasjö       |          |                    |
| Eriksmala      |          |                    |
| Boda glasbrouk |          |                    |

## Testvérvárosok
- Jeppo, Finnország
- Kvarn, Norvégia
- Jyderup, Dánia
- Lefkada, Görögország
- Pionerskij, Oroszország
- Bartoszyce, Lengyelország
- North Bay, Ontario, Kanada

### Külső hivatkozások
- Hivatalos honlap